# Буняковський Віктор Якович
Буняко́вський Ві́ктор Я́кович (3 (15) грудня 1804 , Бар, Подільська губернія, Російська імперія  — 30 листопада (12 грудня) 1889 , Санкт-Петербург, Санкт-Петербурзька губернія, Російська імперія ) — український математик, член Петербурської Академії Наук та її віце-президент (1864—1889).

## Біографія
Батько Буняковського служив підполковником в уланівському полку. Початкову освіту здобув у Москві в сім'ї графа Тормосова А. П., батькового товариша. У 1820 р. разом із сином графа поїхав на навчання за кордон, де провів 7 років. Математичну освіту здобув слухаючи лекції в Лозанській академії. Два останніх роки слухав лекції у Парижі в таких відомих вчених як Лаплас, Фур'є, Пуассон, Коші, Лежандр, Ампер.
Після навчання у Парижі (1820–1826) — професор різних вищих шкіл у Петербурзі.
У 1825 році Буняковський захистив дисертацію і дістав ступінь доктора математики.
Академік (з 1830) і віце-президент (з 1864) Петербурзької Академії Наук.
Діяльність вченого склала 168 праць з математичного аналізу, теорії чисел, геометрії, теорії ймовірностей та її застосування до демографії, статистики, страхової справи, теорії похибок тощо.
Особливе місце у науковій спадщині Буняковського займають праці з теорії ймовірностей. Праця «Основи математичної теорії ймовірностей» (1846) є цінним вкладом у науку. У цій праці розказано про виникнення та розвиток цієї науки, наведено приклади її застосування в страхуванні, демографії.
З 1858 року Буняковський був головним експертом уряду з питань статистики і страхування.
Винайшов планіметр, пантограф, прилад для додавання квадратів[джерело?].
У місті Бар Вінницької області на честь земляка названо одну із центральних вулиць.